# Môi trường và xu hướng tính dục
Yếu tố môi trường ảnh hưởng đến quá trình hình thành xu hướng tính dục đã được nghiên cứu. Tuy nhiên, không có nguyên nhân đơn lẻ nào trong quá trình hình thành xu hướng tính dục từng được chứng minh. Nhiều nhà nghiên cứu cho rằng cả hai yếu tố sinh học và yếu tố môi trường đều có những ảnh hưởng phức tạp đối với việc hình thành đồng tính, song tính. Viện Nhi khoa Hoa Kỳ và Hiệp hội Tâm lý Hoa Kỳ đều khẳng định rằng có nhiều nguyên nhân hình thành nên xu hướng tính dục. Vài nhà khoa học xếp yếu tố hoócmôn bào thai là một dạng yếu tố môi trường.

## Định hướng tính dục bên cạnh bản sắc định hướng tính dục của bản thân
Trung tâm cai nghiện và sức khỏe tâm thần Mỹ cho rằng, "Đối với một số người, khuynh hướng tình dục là liên tục và cố định trong suốt cuộc đời của họ. Đối với những người khác, khuynh hướng tình dục có thể mềm dẻo và thay đổi theo thời gian." Tuy vậy Hiệp hội Tâm lý học Hoa Kỳ, lại cho rằng "Tìm kiếm định hướng tình dục của bản thân - chứ không phải định hướng tính dục - thường xuyên thay đổi thông qua liệu pháp tâm lý, các nhóm hỗ trợ, và các sự kiện trong cuộc sống". Thông thường, xu hướng tình dục và bản sắc khuynh hướng tình dục là không phân biệt, điều này có thể tác động đến việc đánh giá chính xác khuynh hướng tình dục và định hướng tình dục có thể thay đổi hay không; định hướng tình dục có thể thay đổi trong suốt cuộc đời của một cá nhân, và có thể hoặc có thể không phù hợp với giới tính sinh học, hành vi tình dục hoặc khuynh hướng tình dục thực sự. Học giả Lisa Diamond, khi xem xét nghiên cứu về xác định tình dục đồng tính nữ và lưỡng tính, nói rằng nghiên cứu cho thấy "thay đổi và tính mềm dẻo trong tình dục đồng giới mâu thuẫn với mô hình thông thường của khuynh hướng tình dục như một đặc điểm cố định và thống nhất được định hình từ giai đoạn đầu phát triển".

## Không phù hợp giới tính thời thơ ấu
Các nhà nghiên cứu đã phát hiện ra rằng không phù hợp giới tính thời thơ ấu (childhood gender nonconformity) là yếu tố tiên đoán tốt nhất đồng tính luyến ái ở người lớn. Daryl Bem đề xuất rằng vài trẻ em thích các hoạt động tiêu biểu của giới tính đối lập. Các trẻ phù hợp giới tính cảm thấy khác với những trẻ có giới tính đối lập với mình trong khi những trẻ không phù hợp giới tính lại cảm thấy khác với những trẻ cùng giới tính với mình. Do đó trẻ có thể cảm thấy bị kích thích sinh lý khi gần người mà trẻ cho là "khác" với mình. Những kích thích sinh lý này sau đó sẽ chuyển thành ham muốn tình dục. Các nhà nghiên cứu cho rằng sự không phù hợp giới tính từ nhỏ có thể là do kiểu gen, hoócmôn giai đoạn bào thai, cá tính, cách chăm sóc của cha mẹ và các yếu tố môi trường khác.
Peter Bearman chỉ ra rằng trẻ trai sinh đôi cùng với một trẻ gái có khả năng bị hấp dẫn cùng giới gấp hai lần trừ khi trẻ có thêm một người anh. Ông ta nói sự phát hiện này đã ủng hộ giả thuyết rằng hòa nhập theo giới tính (gender socialization) kém thời thơ ấu và thiếu niên sẽ hình thành sự ưa thích tình cảm đồng giới. Ông đề xuất rằng cha mẹ của những cặp sinh đôi nam nữ thường đối xử trung tính với chúng, song một người anh trai nếu có sẽ giúp hình thành cơ chế hòa nhập theo giới tính để người em trai bắt chước theo. Tuy nhiên, Bearman và Bruckner không tìm thấy bằng chứng trực tiếp về việc xã hội ảnh hưởng đến khuynh hướng lựa chọn giới tính tình dục. Trong thực tế, không có bằng chứng nào cho thấy liên kết xã hội hoá giới tính của cha mẹ ảnh hưởng đến khuynh hướng tình dục của con cái của họ trong khi một số nghiên cứu trên các trẻ sinh đôi đã cho thấy gần như tất cả các sự giống nhau trong gia đình được quan sát cho thấy khuynh hướng tình dục là do gen, không phải môi trường gia đình. Tỷ lệ thanh thiếu niên báo cáo có hấp dẫn với người đồng tính là cao hơn so với tỷ lệ báo cáo có kinh nghiệm tình dục đồng tính thực sự. Ngoài việc hấp dẫn giới tính, cơ hội quan hệ tình dục cũng cần thiết. Do cơ hội quan hệ tình dục phụ thuộc nhiều vào cấu trúc xã hội, ảnh hưởng xã hội được cho rằng đã ảnh hưởng mạnh mẽ đến việc cụ thể hóa hành vi tình dục hơn là hấp dẫn đồng tính đơn thuần.

## Ảnh hưởng từ gia đình
Các nhà nghiên cứu có bằng chứng cho thấy người đồng tính nam có người cha ít yêu thương và ít quan tâm hơn đồng thời thân thiết với mẹ hơn là người nam không đồng tính. Họ cho rằng từ điều này có thể kết luận rằng yếu tố gia đình thời thơ ấu là nhân tố quan trọng của đồng tính luyến ái hoặc cha mẹ cố tình đối xử với con như vậy để sửa một đặc tính về mặt giới tính nào đó của con. Michael Ruse cho rằng cả hai khả năng trên là đúng trong nhiều trường hợp khác nhau.
Theo một nghiên cứu đối với 275 người nam trong quân đội Đài Loan, Shu và Lung kết luận rằng "sự ít bảo bọc của người cha và sự quan tâm của người mẹ là nhân tố chính hình thành sự đồng tính ở nam giới". Những yếu tố chính hình thành đồng tính luyến ái là "sự ít gắn bó với người cha, cuộc sống nội tâm và đặc thù thần kinh". Một nghiên cứu báo cáo rằng người đồng tính nam sớm thân thiết với mẹ hơn những người đồng tính nữ. Một nghiên cứu năm 2000 đối với các cặp sinh đôi người Mỹ cho thấy yếu tố gia đình, ít nhất là một phần của kiểu gen, ảnh hưởng đến thiên hướng tình dục.
Có nghiên cứu cho thấy người đồng tính nam có nhiều đáng kể anh chị em hơn người đồng tính nữ. Người đồng tính nữ có nhiều đáng kể anh chị em hơn người nam dị tính. Một nghiên cứu năm 2006 ở Đan Mạch so sánh những người kết hôn đồng tính và những người kết hôn dị tính. Người kết hôn dị tính thường có cha mẹ trẻ, cha mẹ chênh lệch ít tuổi, có mối quan hệ ổn định với cha mẹ, large sibships và là em trong gia đình. Những người có cha mẹ ly hôn thường ít kết hôn dị tính hơn những người có cha mẹ hạnh phúc. Người nam kết hôn đồng tính thường có mẹ lớn tuổi, cha mẹ ly hôn, cha đi vắng hoặc là con út. Người nữ kết hôn đồng tính thường mồ côi mẹ ở tuổi thanh niên, là con một hay con út hoặc con gái duy nhất trong gia đình.

### Con nuôi của cặp đồng tính
Các nghiên cứu của nhiều nhà khoa học như Kirk Patrick, Susan Golombok, Ann Spencer, Michael Rutter, Richard Green... cho biết: Khi nghiên cứu các cặp sinh đôi và con nuôi của các cặp đồng tính nữ, bằng chứng cho thấy thiên hướng tình dục là kết quả tác động phức tạp từ cả yếu tố sinh học và yếu tố môi trường và sự nuôi dạy. Các nghiên cứu này đã tìm thấy sự liên hệ về việc phát triển thiên hướng tình dục của trẻ em theo chiều hướng tương tự như cha mẹ nuôi của chúng, có nghĩa là nếu cha mẹ nuôi là người đồng tính thì khả năng đứa trẻ có hành vi đồng tính sẽ tăng lên.
Một nghiên cứu mới vào năm 2012 của Mark Regnerus, giáo sư tại Đại học Texas được đăng trên Tạp chí nghiên cứu xã hội Hoa Kỳ đã cung cấp thêm nhiều thông tin về vấn đề này. Nghiên cứu khảo sát 15.000 thanh niên, khảo sát kỹ 3.000 thanh niên trong đó 175 được nuôi lớn bởi người đồng tính nữ và 73 bởi người đồng tính nam. Kết quả cho thấy: trong ngắn hạn, các cặp đồng tính có thể nuôi con tốt như vợ chồng thông thường; nhưng về dài hạn, sự khiếm khuyết về giới tính (thiếu vắng cha hoặc mẹ để nuôi dạy đứa trẻ) là không thể khắc phục được, và con nuôi của họ khi bước vào tuổi thành niên sẽ có tỷ lệ quan hệ đồng tính cao hơn, cụ thể:
| Vấn đề gặp phải              | Con nuôi cặp đồng tính nữ | Con nuôi cặp đồng tính nam | Gia đình thông thường |
| ---------------------------- | ------------------------- | -------------------------- | --------------------- |
| Phải điều trị tâm lý gần đây | 19%                       | 19%                        | 9%                    |
| Có quan hệ đồng tính         | 7%                        | 12%                        | 2%                    |
| Bị cưỡng ép quan hệ tình dục | 31%                       | 25%                        | 11%                   |

Mặt khác, trong cuốn sách "Lớn lên trong một gia đình đồng tính nữ: Tác động với sự phát triển trẻ em", 2 tiến sĩ Fiona Tasker và Susan Golombok, quan sát thấy rằng 25% những thanh niên được nuôi bởi các bà mẹ đồng tính cũng đã tham gia vào một mối quan hệ đồng tính, so với xấp xỉ 0% ở những thanh niên được nuôi bởi các bà mẹ bình thường
Tiến sĩ Trayce Hansen cho biết: "Nghiên cứu của các nhà khoa học xã hội, mặc dù không dứt khoát, cho thấy rằng trẻ em nuôi bởi các cặp đồng tính có nhiều khả năng tham gia vào các hành vi đồng tính hơn so với các trẻ em khác. Các nghiên cứu cho đến nay cho thấy khoảng 8% đến 21% con nuôi của các cặp đồng tính cuối cùng cũng sẽ trở thành đồng tính. Để so sánh, tạm cho khoảng 2% dân số nói chung là đồng tính. Do đó, nếu các tỷ lệ này được xác minh kĩ, con nuôi của các cặp đồng tính có khả năng phát triển thành đồng tính cao hơn 4 đến 10 lần so với những đứa trẻ khác."

### Số lượng anh trai
Theo nhiều nhiên cứu, có thêm một người anh trai sẽ tăng khả năng là đồng tính lên 28%–48%. Hiệu ứng anh trai chiếm khoảng 1/7 trong số người đồng tính nam. Không có sự tương quan giữa số chị gái và sự đồng tính của một người nữ.

## Môi trường văn hóa, xã hội
Tổ chức tình dục xã hội (Social Organization of Sexuality) ở Hoa Kỳ phát hiện đồng tính luyến ái có tương quan với sự đô thị hóa của nơi ở của đối tượng lúc 14 tuổi. Sự tương quan ở nam cao hơn ở nữ. Các tác giả giả thuyết rằng "Ở các thành phố lớn có một môi trường thông cảm đối với sự hình thành và thể hiện mối quan hệ đồng tính".
Ở Đan Mạch, người sinh ra ở khu vực thủ đô có khả năng kết hôn dị tính thấp hơn và khả năng kết hôn đồng tính cao hơn người đồng trang lứa ở thôn quê.
Khuôn mẫu tình dục của mỗi cá nhân là một sản phẩm của văn hóa xã hội. Những xã hội có xu hướng chấp nhận đồng tính thì sẽ có nhiều cá nhân có khuynh hướng đồng tính hơn. Tại Mỹ, đã có sự gia tăng số phụ nữ cảm thấy thu hút đồng tính. Nhà nghiên cứu Binnie Klein cho rằng "rõ ràng là một sự thay đổi trong xu hướng tình dục trong tâm trí nhiều người hơn hơn bao giờ hết, và có nhiều cơ hội hơn - và sự chấp nhận - để vượt qua làn ranh (về giới tính)" Toni Meyer, nhà nghiên cứu cao cấp của Hội đồng Chính sách gia đình bang New Jersey (Mỹ), cho biết: cùng với phong trào ủng hộ đồng tính lên cao, từ năm 1994, số người công khai là đồng tính nam (ở Mỹ) đã tăng 18%, và số lượng người công khai là đồng tính nữ còn tăng tới 157%.

## Chấn thương tâm lý
Việc bị chấn thương tâm lý do bị lạm dụng tình dục cũng là một yếu tố. Một nghiên cứu trong Tạp chí Hiệp hội Y khoa Hoa Kỳ phát hiện ra rằng "vị thành niên bị lạm dụng tình dục, đặc biệt là nam giới, có khả năng tự nhận mình là người đồng tính hay song tính cao gấp 7 lần so với những người không bị lạm dụng" Một nghiên cứu khác cho thấy rằng "46% nam đồng tính so với 7% của nam dị tính báo cáo rằng đã bị lạm dụng tình dục. Con số này tương ứng là 20% trong số đồng tính nữ so với 1% ở nữ dị tính"."
Sigmund Freud và các nhà tâm lý học khác xác nhận rằng sự hình thành thiên hướng tình dục do nhiều nhân tố, trong đó có các sự việc quá khứ xảy ra trong thời thơ ấu. Tiến sĩ tâm lý học nổi tiếng người Tây Ban Nha là Enrique Rojas thì cho rằng: 95% nguyên nhân dẫn tới đồng tính là do các yếu tố môi trường như sự thiếu vắng quan tâm của người cha, người mẹ hung dữ hoặc bị lạm dụng tình dục trong thời thơ ấu.